# Pallacanestro alla XX Universiade - Torneo maschile
Il Torneo di pallacanestro maschile della XX Universiade si è svolto a Palma di Maiorca, Spagna, nel 1999.

## Classifica
| -       | Paese       | Formazione |
| ------- | ----------- | --- |
| Oro     | Stati Uniti | Barkley · Bradford · Carrawell · Freeman · Haywood · Madsen · Martin · Mickeal · Mihm · Penn · Redd · Santangelo · All.: Oliver Purnell                                                   |
| Argento | Jugoslavia  | Jugoslavia universitaria4 Aškrabić, 5 Čabarkapa, 6 Čakić, 7 Kijac, 8 Peković, 9 Pištoljević, 10 Plisnić, 11 Rončević, 12 Šekularac, 13 Tica, 14 Vučinić, 15 Vujanić, All. Nenad Trajković |
| Bronzo  | Spagna      | Spagna universitariaÁlvarez, Bernabé, Burgos A, Burgos R, Ferrer, González, Luengo, Marco, Martínez, Moraga, Tamames, Vázquez, All. Paco García                                           |